# Erodium reichardii
Erodium reichardii är en näveväxtart som först beskrevs av Johan Andreas Murray, och fick sitt nu gällande namn av Dc.. Erodium reichardii ingår i släktet skatnävor, och familjen näveväxter. Inga underarter finns listade i Catalogue of Life.